# 中原宗房
中原 宗房（なかはら むねふさ）は、平安時代後期の人物。豊前宇都宮氏の祖とされる。待賢門院庁の主典代・年預を務めた。

## 概要
系図類では中原宗房と宇都宮信房は親子とされているが、信房が資料等に登場するまでに約50年ほどの年代差があるため『吾妻鏡』では孫子としている。宗房には坂戸源氏源季範の養子となった源季長、源季範の子である源季国に嫁いだ女子、下野宇都宮氏の宇都宮朝綱とほぼ同世代で宇都宮信房の父である名前不詳の男子といった三人の子がいた。
中原氏出身で、外記、造酒正といった職を経た後、藤原璋子に仕えた。
永久6年（1118年）に藤原璋子が立后され中宮を号した際に中宮大属に就任した。
天治元年（1124年）に藤原璋子が院号を宣下されて待賢門院と称した際には待賢門院庁の主典代に就任している。現存している待賢門院庁の文書の多くは宗房が起案したものだという。
近江国善積庄に権益を保持していたが、平家政権時代にそれを失ったという。後に宇都宮信房が源頼朝により善積庄を与えられ回復している。
豊前宇都宮氏は豊前国へ入部後、待賢門院璋子（藤原璋子）の法名である真如法から名前を取った真如寺と如法寺を建立しており、璋子へ感謝の気持ちを表したという。